# 中华人民共和国政治
- 關於中华人民共和国的中央和地方各级国家机关，請見「中華人民共和國國家機構」。
- 關於实行“一国两制”的香港特别行政区的地方政治体制，請見「香港政治」。
- 關於实行“一国两制”的澳门特别行政区的地方政治体制，請見「澳門政治」。

中华人民共和国政治包含中华人民共和国的国体和政体。中华人民共和国是一个由中国共产党领导的社会主义国家。香港特別行政区与澳门特別行政区政治体制按照“一国两制”方针，实行不同于中国内地的政治制度。
依照憲法，中华人民共和国国体為工人阶级領導的、以工农联盟為基礎的人民民主专政的社會主義國家；中华人民共和国也是世界上少数由共产党執政、且宣揚共產主義的國家，而且中国共产党在马克思列宁主义基础上提出了毛泽东思想、邓小平理论、“三个代表”重要思想、科学发展观、习近平新时代中国特色社会主义思想等指导思想，遵循人民民主專政、中国特色社会主义和社会主义市场经济方針。

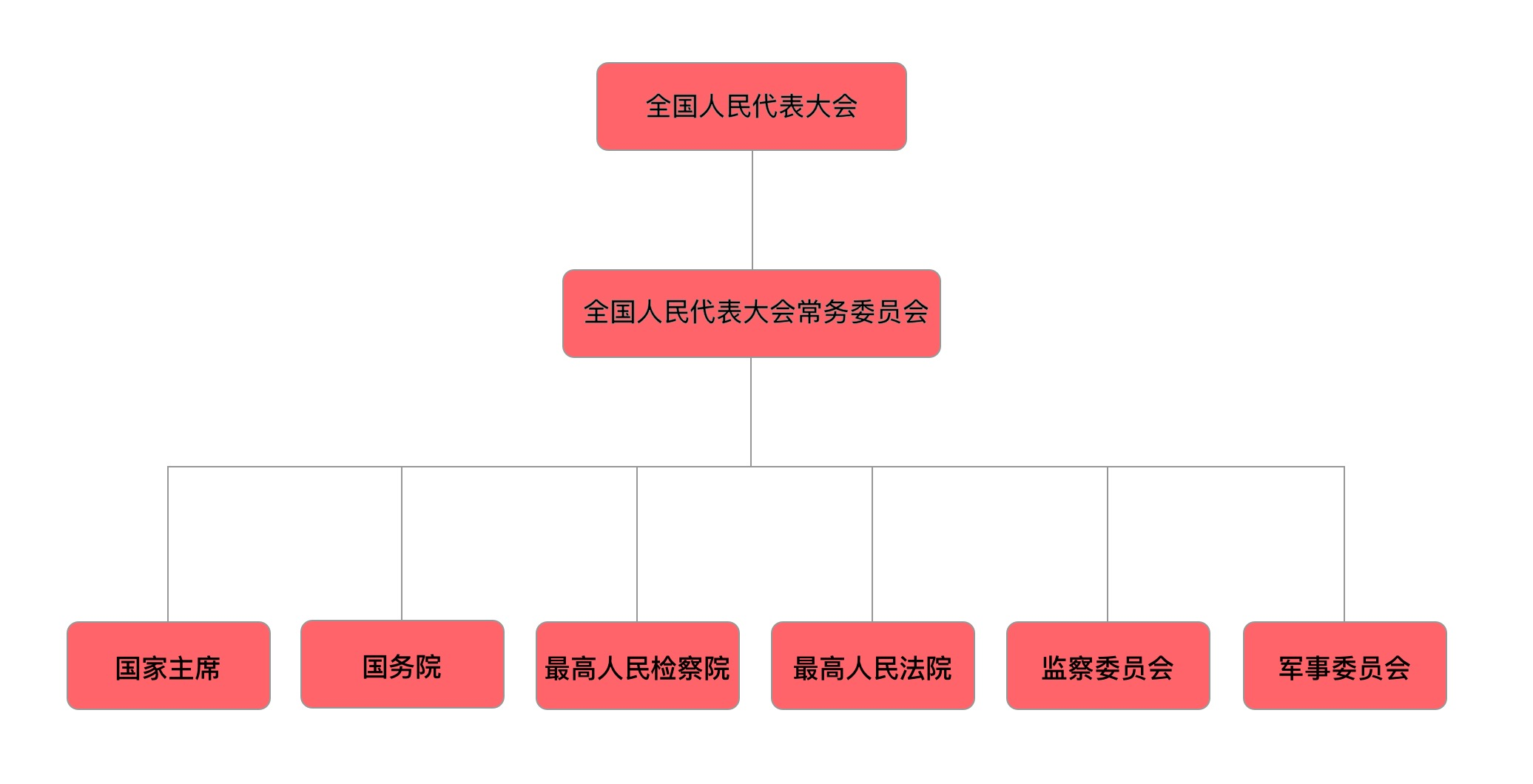
《中华人民共和国宪法（2018版）》下的中央国家机构架构。

中华人民共和国政體依《中华人民共和国宪法》實行人民代表大會制度，全国人民代表大会是国家最高权力机关，闭会时由全国人民代表大会常务委员会代行大部分职权，實行民主集中制。政府重大施政由中国共产党中央委员会所主导，閉會期間則由中央政治局及常務委員會的中央委員會總書記主导及行使職權。在实践中，中國共產黨领导各级行政机关、立法机关、司法机关、监察机关、人民团体、企事業单位與宗教團體等組織。國家主席是象征性和礼仪性的虚位国家元首，主席沒有獨大決定權力，全國人大常委會集體行使國家元首的職權。
全國人民代表大會是中華人民共和國憲法規定的最高國家權力機關，設有全國人民代表大会常務委員會，选举产生并监督行政机关（國務院）、监察机关（国家监察委员会）、审判机关（最高人民法院）、檢察機關（最高人民檢察院）、国家軍事機關（中央軍事委員會）等机构。
中共中央政治局常委会是中国最高领导层，目前由七人组成，包括习近平、李强、赵乐际、王沪宁、蔡奇、丁薛祥、李希。与此同时，有观点认为习近平出任中共中央总书记后削弱了中共中央政治局的集体决策职能。

## 历史

### 毛澤東时期
1949年第二次国共内战进入尾声。9月，中国共产党已组建中华人民共和国中央人民政府。10月1日，中國共產黨主席毛澤東在北京市宣布成立中华人民共和国，自稱為新中國。此后，中国人民解放军逐步占領中國大陸和絕大多數沿海島嶼，迫使以中國國民黨為首的中華民國政府在同年12月撤往臺灣地區，两岸分治。而此時中國大陸由毛澤東以及其所領導的中國共產黨統轄，主要依照马克思列宁主义原則所建立。1950年10月，中共中央决定派中国人民志愿军前往朝鮮半島參與朝鲜战争，直至1953年朝韩雙方簽署停火協議。中國共產黨在1951年時發起三反五反运动，並且在隔年提出生产资料所有制的社会主义改造後宣布成為社会主义国家。1956年推出百花齐放、百家争鸣的方針，不過到了1957年發起了整頓思想的反右运动，並因為國內階級鬥爭形勢估計過於嚴重而被嚴重擴大，大批知識分子因而被劃成右派成員。1958年至1960年，中國共產黨發動主張「超英趕美」的大跃进，反而造成國民經濟的倒退和三年困难时期。其中1959年廬山會議上，毛澤東因為彭德怀等人的異議而下令發動反右倾运动，進而造成社會經濟陷入困頓，並且一直到1962年七千人大会召開後才得以制止。與此同時，中國共產黨和苏联共产党因為意識形態差異而宣告分裂。此時期毛澤東主張儘管社會主義革命似乎獲得成功，但是社會內部的階級敵人仍然持續存在，進而提出「無產階級專政下繼續革命」之觀點。1966年2月3日，中國共產黨透過文化革命五人小组發表《二月提纲》，文化大革命正式展開。在這之後引起長達10年激烈的一系列政治鬥爭，期間國家主席劉少奇等人受迫害致死，並且對中國社會、文化和古蹟造成嚴重破壞。這時期也因為文化大革命造成經濟停滯不前，人民生活陷入困苦，最終文化大革命一直到1976年四人帮遭到瓦解而結束。

### 改革开放

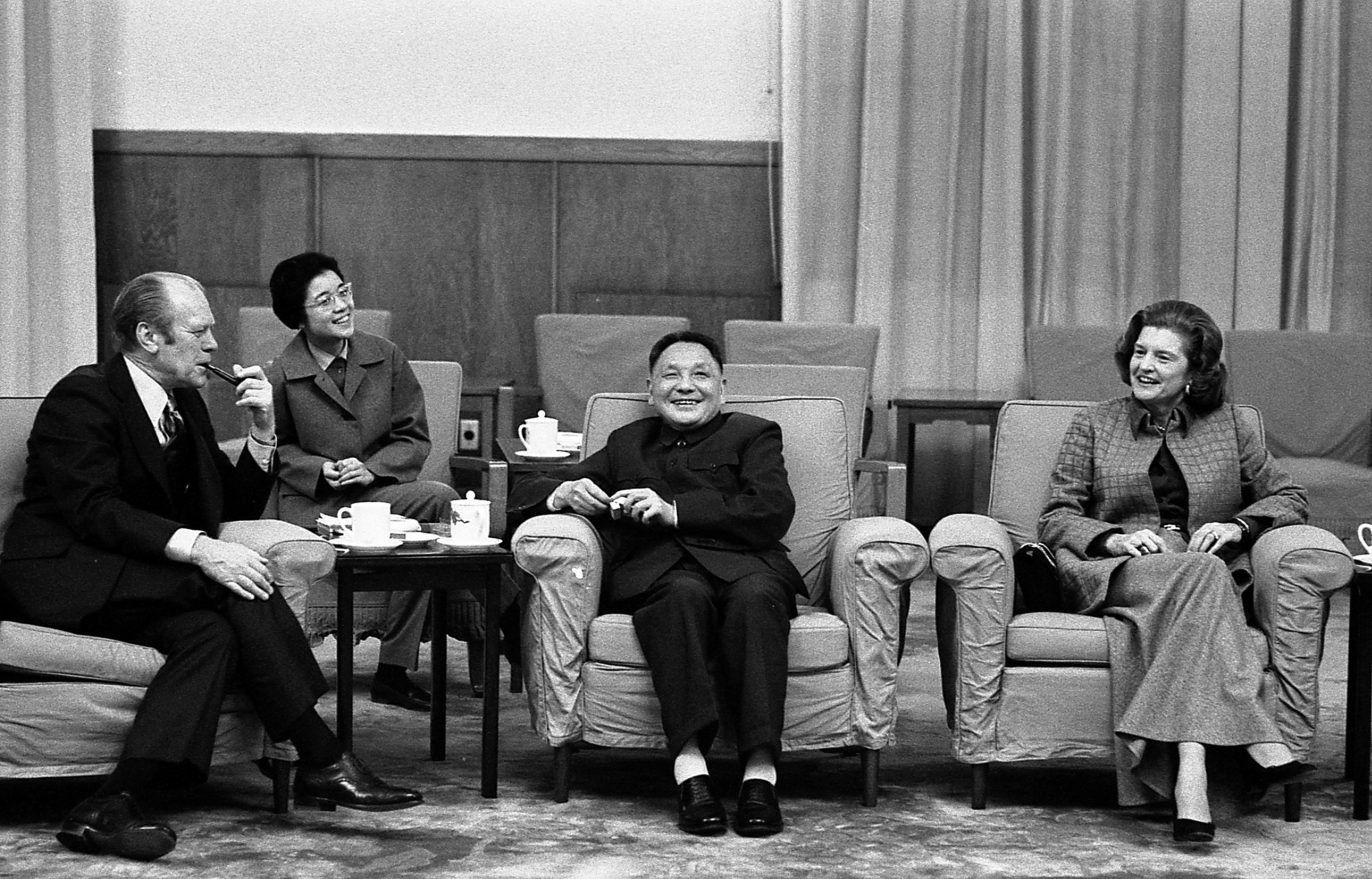
1975年中國國務院副總理鄧小平和美國總統傑拉爾德·福特在北京市展開非正式會談。

1976年毛澤東逝世並且公審四人幫成員後，华国锋和邓小平為了取得党内最高领导权而爆發權力鬥爭，最後由鄧小平贏得鬥爭而成為中國共產黨「最高領導人」。其中鄧小平聯合陈云和李先念等中共元老推動改革开放政策，並且提出了中国特色社会主义的思想觀念。為了扭轉毛澤東極左派政策所帶來的影響，鄧小平認為一個社会主义国家可以排除资本主义思想而採納其市场经济政策，並且在中國共產黨仍維持其自身政治權力的情況下，透過政策的轉變帶來顯著的經濟增長。1978年中共十一屆三中全會召開後，中國共產黨放棄階級鬥爭方式而轉向改革開放，並且逐步建立鄧小平在中國共產黨黨內之領導地位。1979年時，中華人民共和國因為邊境問題而與同樣是社會主義國家的越南爆發中越戰爭。1981年中国共产党第十一届中央委员会通過了《關於建國以來黨的若干歷史問題的決議》，其中華國鋒被迫辭去中國共產黨主席和中央軍事委員會主席的職務，鄧小平在中共黨內的領導地位得到確立。不過為了解決中國共產黨內部的資深黨員安排問題，鄧小平在中国共产党第十二次全国代表大会和第十三次全國代表大會期間、設立了2屆在中国共产党中央委员会領導下的中国共产党中央顾问委员会。
鄧小平所提出的新思想很快遭到毛澤東思想支持者與政治自由化支持者質疑，同時改革開放政策也引發許多社會問題。面对中国与西方国家在经济、军事等方面实力的巨大差距，中国社会和知识分子对中国共产党执政和社会主义制度的合法性产生怀疑。部分知识分子认为效仿西式民主、全盘西化是中国未来唯一的出路。中国共产党面对资产阶级自由化和全盘西化的思潮所带来的挑战，在1986年开展反对资产阶级自由化运动，试图捍卫中国共产党的执政地位和社会主义制度。同一年，八六学潮爆發。支持学潮的党内民主派、知识分子领袖——方励之和刘宾雁、王若望由邓小平亲自点名，开除出党。1987年初，三人作为“资产阶级自由化、全盘西化”的反面典型在全党公开批判。同时，担任中国共产党中央委员会总书记一职的胡耀邦因為被批評反對資產階級自由化不力，而被迫辭職。
1989年4月15日，前中國共產黨中央委員會總書記胡耀邦的逝世引發學生和群眾的悼念活動，進而促使大規模學生示威活動。面对示威中出现的骚乱行为，中國共產黨機關報《人民日報》於4月26日發布社論《必须旗帜鲜明地反对动乱》，指責此次事件為「動亂」並且表示應該採取堅硬措施以制止動亂，随后部分激进学生绝食抗议使局勢升級。5月19日晚間，中國共產黨高層決定在首都部分地區實行戒嚴，國務院總理李鵬簽署了戒嚴令，不過戒嚴部隊被許多北京市民阻攔而未能入城。最終中國共產黨高層、中华人民共和国国务院和中国共产党中央军事委员会決定採取強硬措施，決定於6月3日晚间派遣中國人民解放軍進入天安門廣場實行武力清場。途中軍方與群眾和學生爆發流血衝突，並且引來國際社會強烈譴責。
1989年六四事件結束後，中共十三届四中全会召開，決定撤銷赵紫阳的一切職務，進而選舉江泽民為中國共產黨中央委員會總書記，並確立其在中國共產黨黨內的領導核心地位，並且建立包括李鵬、李瑞环等人的第三代中央領導集體。儘管六四事件一度讓改革開放政策暫緩，1990年代初期有關社會主義市場經濟之政策重新獲得施行，這讓鄧小平的經濟學觀點重新獲得重視。此时，中国经济已渡过1980年代末的危机，持续高速发展，促成新的民族主义在中国社会崛起。进入21世纪后，这一新的思潮构建完成。同时，有赖于经济发展、国家实力增强，全盘西化思潮消退，对中国民众可能因国力差距巨大而“投向西方的怀抱”的担忧解除:26，中国共产党执政和社会主义制度的合法性得以稳固。
1997年中國共產黨第十五次全國代表大會上，鄧小平所提出的觀點正式加入《中國共產黨章程》，與原先的馬克思列寧主義和毛澤東思想同樣列為指導思想。中國共產黨中央委員會總書記江澤民繼承鄧小平「最高領導人」的位置，並延續後者絕大部分政策。隨後江澤民則提出了三個代表重要思想，主張中國共產黨應代表中國先進社會生產力的發展要求、先進文化的前進方向以及要眾多人民的基本利益；在2002年中國共產黨第十六次全國代表大會上，三個代表思想獲得批准並修訂至《中國共產黨章程》中，並且作為中國共產黨的指導方針。在三個代表思想中，透過制定理論的方式讓民營企業家和入境資產階級分子得以合法加入中國共產黨。2002年11月中国共产党第十六次全国代表大会和中國共產黨第十六屆中央委員會第一次全體會議召開，胡錦濤當選中國共產黨中央委員會總書記而接替江澤民最高領導人位置，並且和吴邦国、温家宝、贾庆林等人組建第四代中央領導集體。
胡錦濤把施政放在集体领导上，而反對單一個人在政治體系中佔有主導地位。由於過去中華人民共和國政府主要注重經濟增長，反而促成一系列嚴重的社會問題發生。為了解決這些問題，胡錦濤提出在社會主義社會發展科学发展观和和谐社会這兩個主要思想。其中科學發展觀在2007年10月21日召開的中国共产党第十七次全国代表大会上列入《中國共產黨章程》修正版中，但一直到2012年11月14日的中共十八大上才視為指導方針。

### 习近平时期
胡錦濤在2012年11月召開的中共十八大和中共十八屆一中全會上卸任中國共產黨中央委員會總書記和中國共產黨中央軍事委員會主席職務，並且由新選出的习近平接替這兩個職位，之後與李克強等人組建第五代中央領導集體。習近平上任後不久便展開數十年來最為積極的反腐敗工作，但與此同時開始整合黨總書記作為最高領導人的權力，這使得《經濟學人》認為其破壞集體領導制度、而朝向毛澤東的個人獨裁統治。习近平执政后，改变了原来韬光养晦的外交政策，其外交思想非常强硬，甚至发动了具有争议性的“战狼外交”。
2018年，中国共产党第十九届中央委员会开始推行“深化党和国家机构改革”，将部分国务院机构虚级化，由中共的党内机构承担实际职责。有学者认为本次机构改革是中国政治回归改革开放前“党政合一”的体制，作为最高国家行政机关的国务院权力被削弱，进一步加强中国共产党对政府的领导。
2017年10月中共十九大之后，中共中央政治局全体委员和常委被规定每年向总书记述职一次。2018年3月，习近平首次审阅各中央政治局委员提交的报告，并对各政治局委员提出重要要求。同时中共中央推行的“深化党和国家机构改革”将国家的行政权力进一步集中在以总书记为首的中央政治局手上，使改革开放以来实行的“党政分离”再次回归“党政合一”。习近平也多次重提毛泽东时代的“党领导一切”，而“党政军民学，东西南北中，党是领导一切的”这句毛时代的口号在中共十九大上被写入党章 。
2022年10月的中共二十届一中全会上，习近平再次连任并开始中共中央总书记和中共中央军委主席的第三任期，开启改革开放以来史无前例的最高领导人第三任期，有观点认为，习近平亲信基本上占据中共中央政治局全部席位。
2023年3月的十四届全国人大一次会议上，习近平在2018年修宪废除任期限制的法律背景下，以2952票赞成、0票反对、0票弃权获全票再次当选中国国家主席，实现自1949年中华人民共和国成立以来第一位任期超过十年、开展第三个任期的国家主席。

## 主要领导人
| 机构     | · 中国共产党 · 中央委员会 · 总书记 | 中华人民共和国 国务院 总理 | 全国人民代表大会 常务委员会 委员长 | · 中国人民政治协商会议 · 全国委员会 · 主席 |
| -------- | ---------------------------------- | -------------------------- | ---------------------------------- | ------------------------------------------ |
| 姓名     | 习近平                             | 李强                       | 赵乐际                             | 王沪宁                                     |
| 民族     | 汉族                               | 汉族                       | 汉族                               | 汉族                                       |
| 籍贯     | 陕西省富平县                       | 浙江省瑞安县               | 陕西省西安市                       | 山东省莱州市                               |
| 出生日期 | 1953年6月（71—72歲）               | 1959年7月（65歲）          | 1957年3月（68歲）                  | 1955年10月（69歲）                         |
| 就任日期 | 2012年11月                         | 2023年3月                  | 2023年3月                          | 2023年3月                                  |

## 中国共产党

#### 政治體制

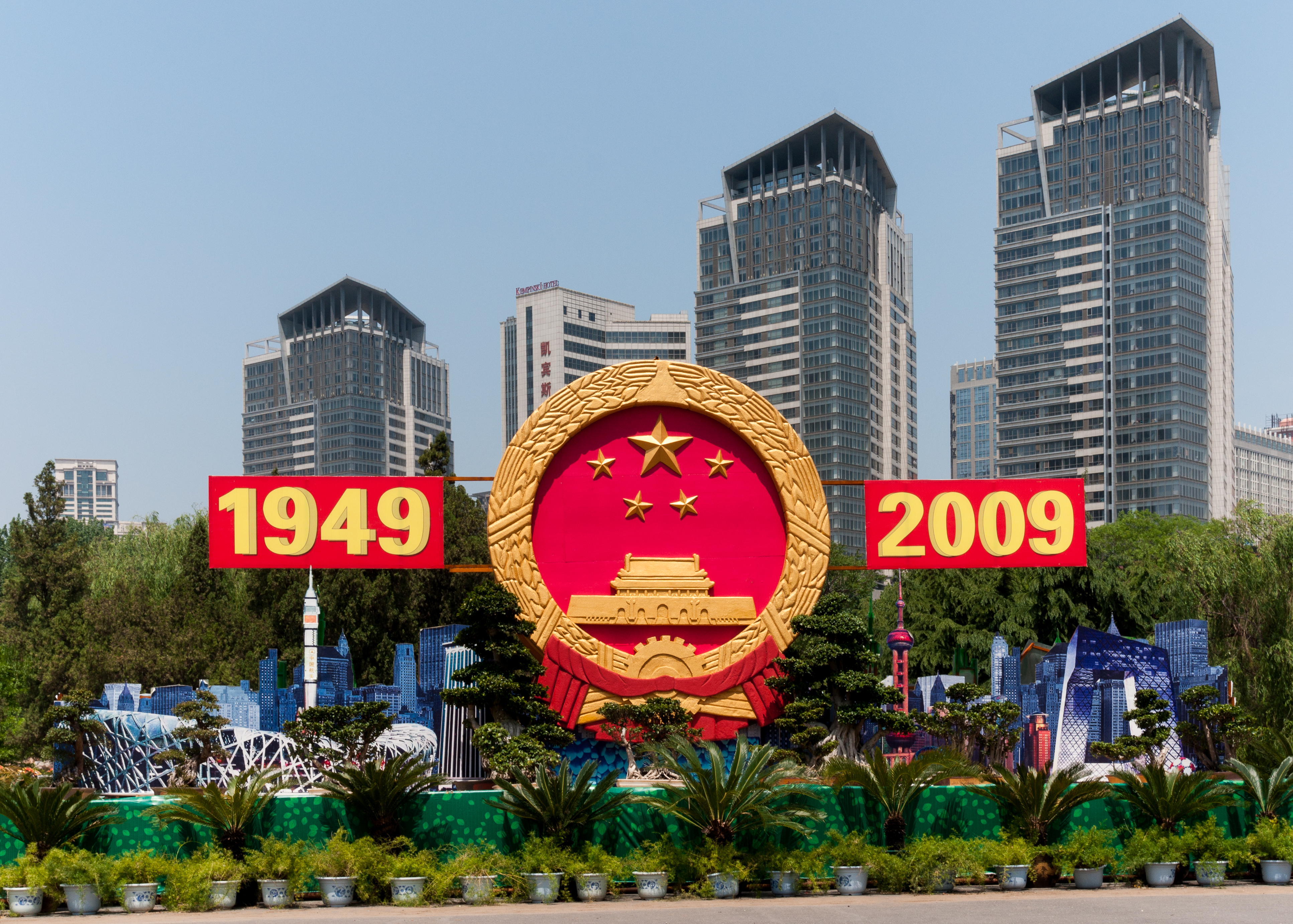
慶祝中華人民共和國成立60年看板

中國共產黨創建之初便以苏联共产党（布尔什维克）為榜樣，採取了蘇聯共產黨的組織模式，後來也接納了列宁的「黨的領導體制」和斯大林的「無產階級專政體制」理論和實踐經驗。在政治體制建設方面基本上則是採納了斯大林主义，也就是在每個非共產黨機關內部都設有嚴格服從共產黨的組織，並且建立了共產黨中央委員會對上國家中央機關的一元化領導制度。其中在1949年11月時，中國共產黨在中華人民共和國政府內部組織中國共產黨黨委會。1958年時，更成立直屬中國共產黨中央政治局和中国共产党中央书记处的財經、政法、外事、科學與文教小組，小組組長基本上都是由中央政治局常務委員會委員擔任。现行《中华人民共和国宪法》第一条宣告“中国共产党领导是中国特色社会主义最本质的特征”。今日中國共產黨在中央政府各机关、地方政府各機關、人民團體、經濟組織、文化組織和其他非中國共產黨黨組織領導機關中設立有中國共產黨黨組，并由接受中国共产党的领导，而中央政府一級國家機關和人民團體中的黨組領導直屬單位的中國共產黨黨組織，則負責管理幹部和審批所屬單位幹部的任免資格。

#### 民主集中制
中國共產黨的組織原則採取民主集中制，並且基於民主和集中兩個原則而成，其中官方所指稱的民主主要是「社會主義民主」或者是「黨內民主」。而有關民主集中制的討論，自從1927年召開的中国共产党第五次全国代表大会便一直視為中國共產黨的組織原則。其中在《中國共產黨章程》中提到：「黨是根據自己的綱領和章程，按照民主集中制組織起來的統一整體。」而毛澤東曾經表示民主集中制是「將民主和集中兩個似乎相衝突的東西，在一定形式上統一起來」，認為藉此結合能夠處理民主和集中之間的內部矛盾，同時民主集中制在自由和紀律協調上更具優越性。
《中國共產黨章程》中提到：「黨的領導主要是政治、思想和組織的領導。黨要適應改革開放和社會主義現代化建設的要求，加強和改善黨的領導。」而當前中國共產黨表示民主同時是中國共產黨自身與社會主義重要的生命線，但是認為要實現且正常運作民主，可行的方法唯有實施集中制度。中國共產黨主張民主得以使用包括集中制度等任何形式展開，並且認為如果沒有集中制度就將會失去秩序。對此中國共產黨依據毛澤東對於民主集中制的觀點成立人民代表大会制度，認為這是「在民主基礎上的集中，在集中指導下的民主。只有這個制度，才既能表現廣泛的民主，使各級人民代表大會有高度的權力；又能集中處理國事，使各級政府能集中地處理被各級人民代表大會所委託的一切事務，並保障人民的一切必要的民主活動。」

#### 集體領導
當前中國共產黨理想上認為應當透過集体领导以盡可能削減個人權力，經由一致協商的方式而做出決定。這概念最早緣起則可以回到列寧和布爾什維克派系，主張共產黨的領導高層是由多人共同決策而成。其中，作為實際最高權力機關的中國共產黨中央政治局常務委員會全體成員都處於平等地位，每位中央政治局常務委員往往作為一個部門的非正式權力代表，然而他們所擁有的決策權力皆相同。在毛澤東統治時期便是由他控制了中共中央政治局和中国人民解放军，另外分別還有掌握情報調查機關的康生以及掌握国务院與外交部的周恩来。
不過儘管每個中國共產黨中央政治局常務委員會委員在理論上的權力關係相同，但實際上仍然會為中央政治局常務委員會委員排列其名次。同時雖然中國共產黨主張並沒有選出正式的領導人領導，但是每個領導集體中仍然會有重要的領導人物帶領其他核心成員；同時掌握中國共產黨中央委員會總書記和中國共產黨中央軍事委員會主席，這兩個最重要職位的人，往往便是該領導集體最為重要的領導人物。在過去江澤民擔任中共中央總書記之前，中國共產黨內部核心成員和領導集體並沒有明顯區別，而在實際情況下核心人物往往不參與集體領導制度。然而集體領導制度發展到江澤民之後，中國共產黨開始大力推廣責任制度，並且在中國共產黨的官方聲明中改稱作「集體領導核心」，但胡錦濤開始，最高領導人改稱為「以XXX同志為總書記」。2016年，中共十八届六中全会公报首次提出“以习近平同志为核心的党中央”，正式确立习近平在中共中央的领导核心地位，这被认为象征着“习核心”正式确立，开始回归毛泽东时代的个人集权模式。

### 意识形态
第一，堅持黨的基本路線。全黨要用鄧小平理論……

第二，堅持解放思想，實事求是，與時俱進。黨的思想路線是一切從實際出發……

第三，堅持全心全意為人民服務。黨除了工人階級和最廣大人民群眾的利益……

中國共產黨訂定數個指導自身全部活動的中国特色社会主义思想，並且將其視為中國共產黨思想建設、組織建設和作風建設的理論基礎。其中在《中國共產黨章程》提到中國共產黨會堅持社會主義、人民民主专政、中國共產黨領導、遵循馬克斯列寧主義和毛澤東思想等四項基本原則，並且明確規定：「中國共產黨以馬克思列寧主義、毛澤東思想、鄧小平理論、『三個代表』重要思想和科學發展觀作為自己的行動指南。」馬克思列寧主義是中國共產黨的第一個官方意識形態，內容結合了卡尔·马克思和弗里德里希·恩格斯在著作中提到的馬克思主義、以及由弗拉基米尔·伊里奇·列宁所提出的列宁主义思想。對此中國共產黨認為馬克思列寧主義揭示了人類社會歷史發展的普遍規律，同時馬克思列寧主義提供解決資本主義矛盾社會的一個未來願景，也就是社會主義社會和共產主義社會必然性會取代資本主義社會。而第二個加入的毛泽东思想則被視為是馬克思列寧主義在中國的發展和應用，其中毛澤東思想的內容除了由毛澤東主導外，還包括其他中國共產黨的領導人物共同發想而成。
邓小平理论則是在1992年中國共產黨第十四次全國代表大會加入到《中國共產黨章程》，其概念包括有中国特色社会主义和社会主义初级阶段等論點。鄧小平理論大體上可以視為一種理論總結，認為社会主义的定義中並不包括國有社會主義和計劃經濟等制度安排，同時市場機制實際上是中立的運作方式。此外他還提到中國共產黨需要應對不斷變化的形勢動態，並且要透過「實事求是」的方式來確認某一政策過時與否，進而提出《實踐是檢驗真理的唯一標準》這篇文章與相應的口號。在中國共產黨第十四次全國代表大會上，江澤民重申鄧小平的口號而認為沒有必要質問事情是屬於社會主義還是資本主義，因為重要的判別標準是它的工作模式。之後他更提出適應中國條件的馬克思主義思想「三個代表」，並且在2002年中国共产党第十六次全国代表大会通過而加入《中國共產黨章程》。
中國共產黨黨內的部分人士批評「三個代表」並非屬於馬克思主義、甚至是馬克思主義基本價值觀的背叛，然而支持者認為這是中國特色社會主義的進一步發展。江澤民則主張早期共產黨成員認為共產主義應當實現的生產模式，發展到了今日已經更為複雜而難以體現，同時試圖強制生產方式的改變作為並沒有效果，因為其背後遵循历史唯物主义的經濟規律而有自然的發展。該理論最為顯著的影響是允許資本家以「新社會階層」身分加入中國共產黨，除了鼓勵其從事「誠實勞動和工作」外，並透過自己的勞動貢獻為中國共產黨打造中國特色社會主義。之後在胡錦濤所主導下，在中共十六屆三中全會上制定了同樣作為官方意識形態的科學發展觀思想，同時為了因應中國國情而提出科學發展觀的發展與應用，中國共產黨必須堅持建設社會主義和谐社会。

### 中央组织

#### 非常設機關
根據《中国共产党章程》，中國共產黨全國代表大會是中國共產黨的最高权力機構。在1969年中國共產黨第九次全國代表大會之前全國代表大會經常不定期召開，之後实行每5年舉行一次全國代表大會的制度，而每次大會將會持續數天。根據《中國共產黨章程》，除特別情況外，全國代表大會日程不得延期。《中國共產黨章程》賦予全國代表大會6項职权：
1. 听取和审查中央委员会的报告；
2. 审查中央纪律检查委员会的报告；
3. 讨论并决定党的重大问题；
4. 修改党的章程；
5. 选举中央委员会；
6. 选举中央纪律检查委员会。

在實際召開全國代表大會時，絕大部分時間與會代表很少討論重大問題；而比較具影響力的討論則是在全國代表大會召開前的準備期，将酝酿下届中央委员会委员、候补委员人选，并提交全国代表大会差额选举。而在全國代表大會閉會後，則是由全國代表大會所產生的中國共產黨中央委員會擔任最高执行機構。中国共产党全国代表大会闭会时，由中国共产党中央委员会领导党的全部工作，对外代表中国共产党。由中国共产党中央紀律檢查委員會負責监督、执纪、问责，维护党的章程和其他党内法规，对党员履行职责进行监督；而在全國代表大會閉會期間，中央紀律檢查委員會在中央委员会的领导下进行工作。
新當選的中國共產黨中央委員會委員除了之後會在不同党政机关、地方行政区和企事业单位工作外，在第一次全體會議上會分別從中央政治局常務委員會委員中選出作為主要負責人的中央委員會總書記。中央委员会总书记负责召集中央政治局会议和中央政治局常务委员会会议，并主持中央书记处的工作。另外還會選出中央政治局和中央政治局常务委员会组成人员，决定中央軍事委員會组成人员，通过中央書記處成员，批准中央紀律檢查委員會组成人员。中國共產黨中央委員會全體会议一般每年舉行一次，為期2天至3天。在中央委員會全體會議閉會期間，由中央政治局和其常務委員會行使中央委員會的職權，负责党的经常工作。
中國共產黨中央政治局及其常务委员会在中央委员会全体会议闭会期间，行使中央委员会的职权，作为最高决策机关和领导机关，承担中共中央经常工作。所有重大的政治、思想、軍事、政策和組織問題都必須在中央政治局會議上討論通過。中国共产党在組織上採取民主集中制作為基本原則，各级党组织对同下级组织有关的重要问题作出决定时，一般要征求下级组织的意见，执行少数服从多数的原则。各级党组织和党员必须坚决执行上级党组织的决定。本级党组织和党员如有不同意见，则必须在坚决执行的前提下，声明保留或向上级党委反映。

#### 常設機關
在中國共產黨全國代表大會、中央委員會全體會議和中央政治局全體會議閉會期間，由中國共產黨中央政治局常務委員會行使中央政治局的职权，成為党内最高決策機構。
中央政治局常務委員會制度是在1956年中國共產黨第八次全國代表大會時重新建立，用以取代原本擔任政策決定角色的中央書記處。其中中央政治局常務委員會每周至少召開1次會議，成为中国共产党的中华人民共和国的核心领导机构。藉由閉會制度使得中國共產黨的權力集中至中央政治局常務委員會。根據《中國共產黨章程》，中國共產黨中央委員會總書記負責召集會議中央政治局和中央政治局常務委員會的會議，同時還主持中國共產黨中央書記處工作。
而自江澤民以後，中國共產黨中央委員會總書記也兼任中共中央軍事委員會主席一職，中央军事委员会主席领导全国武装力量。中國共產黨中央書記處是中央政治局及其常務委員會的辦事機構，同時也是中央委員會的执行機構。中央書記處除了可以在中央政治局確定的政策框架下自行做出決定外，同時也負責指导中央委員會部門工作、经費工作、出版物与報告起草等工作。中國共產黨中央軍事委員會是中國共產黨最高军事领导机构，與中華人民共和國中央軍事委員會一个机构两块牌子，主要負責领导中华人民共和国武装力量。
中國共產黨历届中央委員會第一次全體會議上還會選舉中央政治局、中央政治局常务委员会、中央军事委员会、中央书记处的组成人员。中共中央辦公廳是中共中央的核心聯繫部門，負責包括日常通訊、協議、安排會議議程等党务行政工作。中共中央目前设置中央职能部门6个，這包括負責干部工作与人事任免的中共中央組織部、負責宣传思想、文化和公共传播工作的中共中央宣傳部、負責开展统一战线工作的中共中央統一戰線工作部、負責与各国政党和国际组织聯繫的中共中央對外聯絡部、负责社会群体党建和基层治理的中共中央社会工作部以及负责协调政法机关工作的中共中央政法委员会。
中共中央设置办事机构10个，即中共中央政策研究室、中央国家安全委员会办公室、中央网络安全和信息化委员会办公室、中央军民融合发展委员会办公室、中央财经委员会办公室、中央金融委员会办公室、中央机构编制委员会办公室、中央外事工作委员会办公室、中共中央港澳工作办公室、中共中央台湾工作办公室。
中國共產黨還設立有提供高級幹部培训与政治教育的中共中央黨校，负责党史研究、文献出版发行与外文编译的中共中央党史和文献研究院。而在新聞媒體對外傳播方面，中國共產黨中央委員會直接管理《人民日報》社，而中共中央黨校則發行有作為理論雜誌的《求是》和《學習時報》。另外中央委員會还设立多个中央议事协调机构，包括中央全面深化改革委员会、中央国家安全委员会、中央财经委员会、中央金融委员会、中央科技委员会等，在全體會議期間將向中央委員會提交報告。

### 地方組織

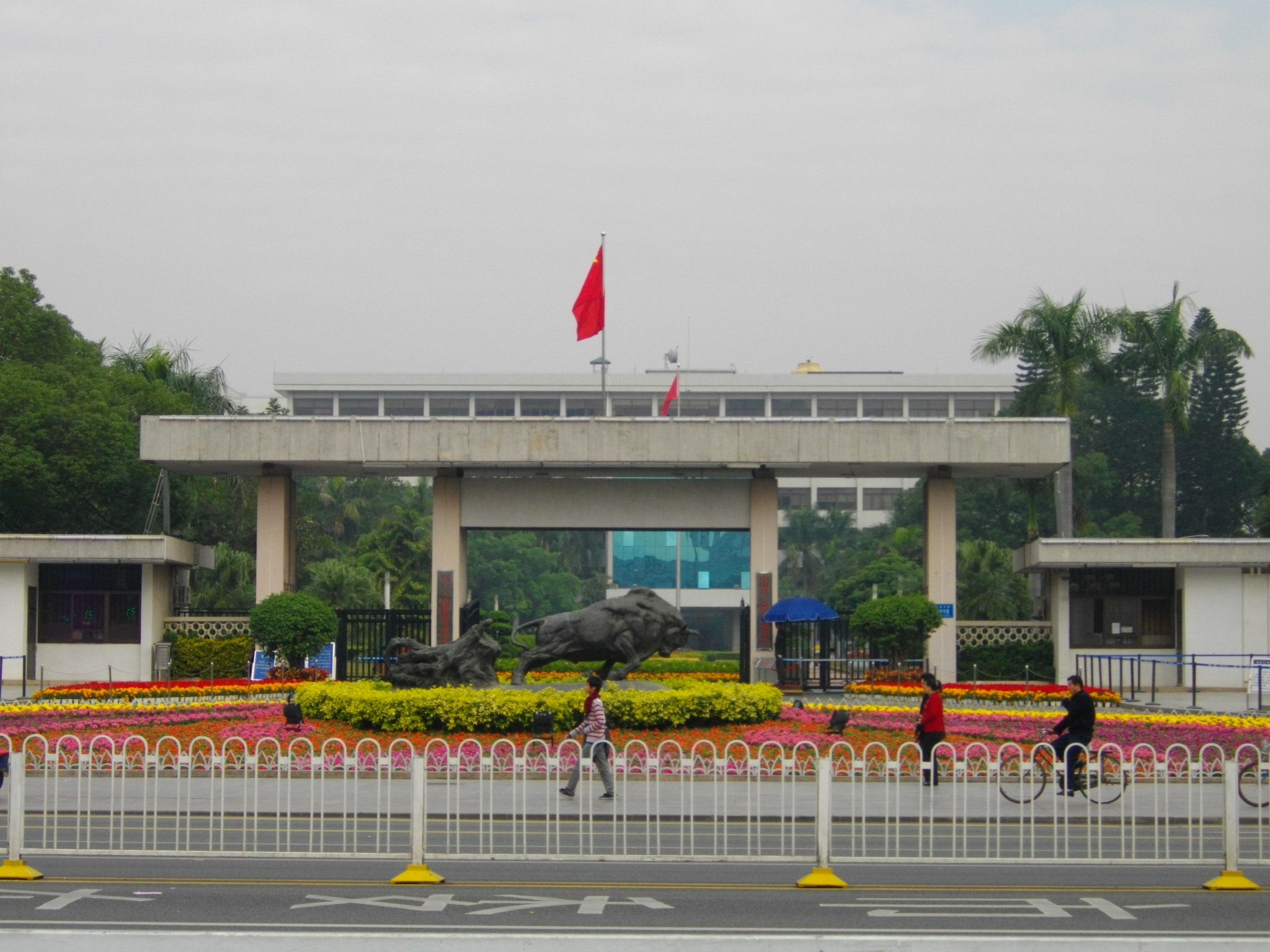
中國共産黨深圳市委員會

中國共產黨在各省、自治区、直辖市；设区的市、自治州；縣（自治县、旗）、不设区的市和市轄區成立地方代表大會，並且由這些代表大會自行選出本级行政区委員會。中國共產黨地方各級代表大會應該每5年舉行一次，但是在特殊情況下，可由上一级党委委員會決定提前或者延後進行。本级党委的人數和選舉程序由地方代表大會決定，并报上级党委批准。地方各級代表大會行使下列职权：
1. 听取和审查同级委员会的报告；
2. 审查同级纪律检查委员会的报告；
3. 讨论本地区范围内的重大问题并作出决议；
4. 选举同级党的委员会，选举同级党的纪律检查委员会。

省级行政区、地级行政区、县级行政区的代表大會每隔五年召开，省级行政区、地级行政区、县级行政区党委委员、候補委員由党代会選舉產生，任期为5年，县级党委委员、候補委員必須擁有3年以上党龄。本级党委与本级党代会的任期相同。各級党委負責人必須向上級党委負責。上級地方党委可以決定下級地方代表大會委員會正式委員和候補委員人數。当党委委員出缺時，則由候補委員按照得票數依次遞補。各級地方委員會每年至少要召開2次全體會議，且应当執行上級黨組織的指示以及同級代表大會的決議。
地方各级党代会闭会时，由本级党委领导本级党组织的工作，对外代表本级党组织。其中地方党委常委的人選由地方委員會全體會議選舉產生，并报上级党委批准。地方各级党委常委会领导本行政区党的经常工作。各级党委的干部管理权限下算一级。例如，中共中央管理副省部级以上干部的任免，省级党委管理副地厅级以上干部的任免。

## 国家权力机关

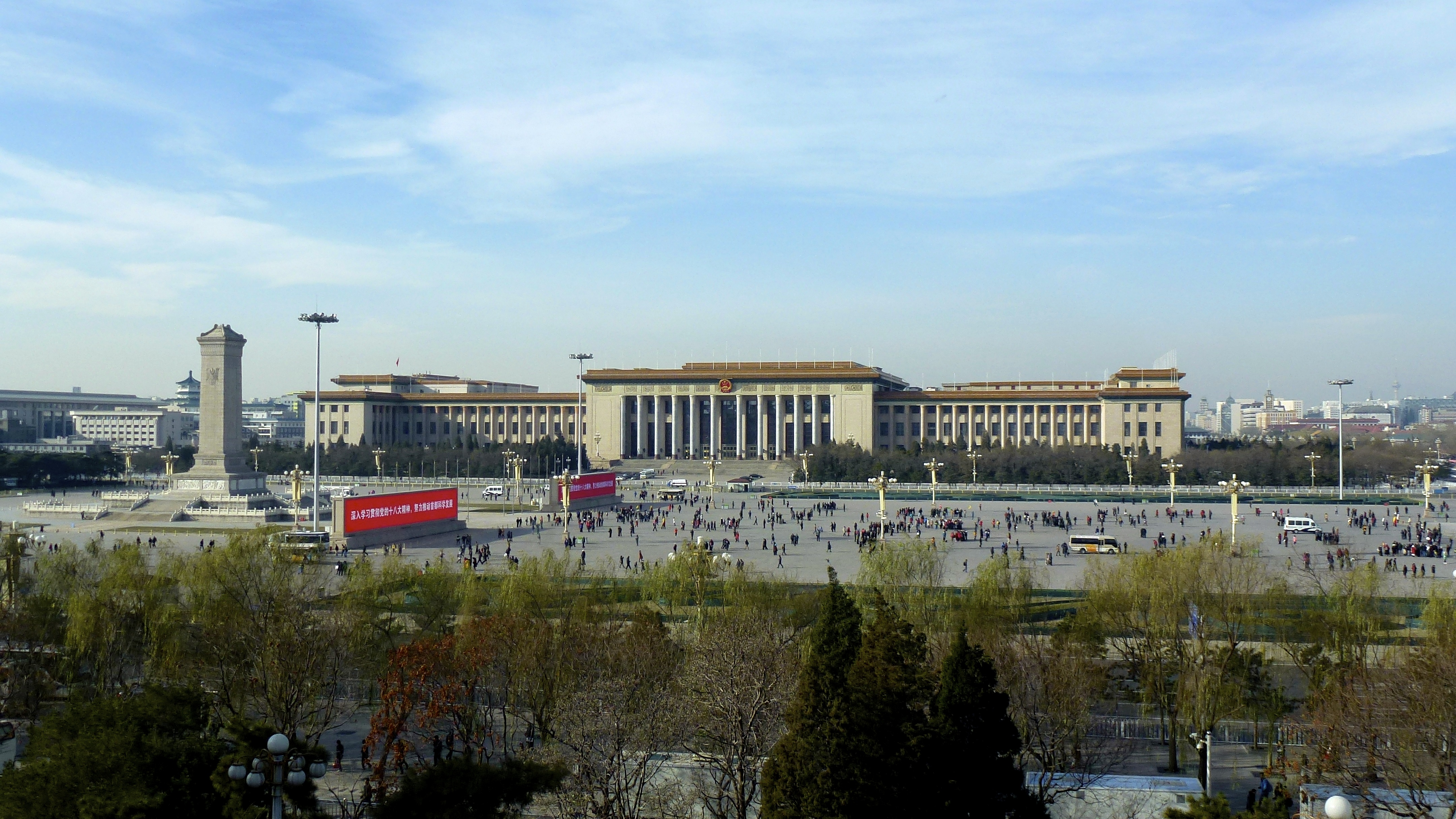
全国人民代表大会及其常务委员会的议场位于北京人民大会堂。

《中华人民共和国宪法》规定，全国人民代表大会是中华人民共和国的最高国家权力机关，採取议行合一制度。全国人大会议闭会时，则由其产生的全国人民代表大会常务委员会代为行使其大部分职权。
目前，全国人大的全体会议一般在每年3月召开。全国人大及其常务委员会在對外交往上扮演中华人民共和国国会角色，全国人大常委会还与国家主席共同行使国家元首职权。中华人民共和国的一般性法律由国务院或其他有关部门提出，全国人大常委会及其专门委员会三读审查后批准。基本法律在经全国人大常委会三读审查后交由全国人大会议批准。全国人大主席团常务主席、执行主席（由全国人大常委会委员长会议成员兼任）主持全国人大的全体会议，全国人大常委会委员长主持全国人大常委会的会议。
根据《中华人民共和国宪法》和《中华人民共和国全国人民代表大会和地方各级人民代表大会选举法》等法律的规定，各级人民代表大会实行民主集中制。全国人民代表大会代表由中国内地各省、自治区、直辖市人民代表大会和各特别行政区选举委员会间接选举产生，全国人大常委会则由全国人大会议选举产生，任期均为五年。全国人大及其常委会分别在北京人民大会堂一楼的万人大礼堂和二楼的常委会会议厅召开会议。

### 全国人民代表大会
中华人民共和国宪法第五十七条规定“中华人民共和国全国人民代表大会是最高国家权力机关”。第八十五条还规定，“中华人民共和国国务院，即中央人民政府，是最高国家权力机关的执行机关，是最高国家行政机关。”第一百二十八条另外规定，“最高人民法院对全国人民代表大会和全国人民代表大会常务委员会负责。地方各级人民法院对产生它的国家权力机关负责。”同时，全国人大还拥有对其常委会“不适当的决定”的撤销权。因此，在中国的宪法框架中，各级国家机关最终都应向全国人大负责，不存在行政、立法、司法、检察机关制衡全国人大的情形。
此外，全国人大有权选举产生中华人民共和国的其他中央国家机构，包括行政（国务院）、监察（国家监察委员会）、司法（最高人民法院、最高人民检察院）、军事（国家军委）机关和常设立法机关（全国人大常委会），也同时产生作为国家元首的国家主席、副主席。

### 国家代表
中华人民共和国实行以全国人民代表大会为中心的人民代表大会制度，现行的《中华人民共和国宪法》条文没有国家元首的规定。全国人大可以产生中华人民共和国“礼仪性”和“象征性”的国家代表——中华人民共和国主席。国家主席是国家机构之一，处于最高国家权力机关全国人民代表大会的从属地位，形式上是国家的最高代表，与全国人大常委会联合行使中国国家元首的职权，执行全国人大及其常委会的决定，主要从事国事活动和负责外交礼节，但不负责包括行政和军事等具体工作。如果中国国家主席出现丧失工作能力、死亡或遭罢免的情况下，国家主席的职责由国家副主席代理。国家副主席不能履行职权时，由全国人民代表大会常务委员会委员长代行职权。国家主席、副主席每届任期五年，自2018年修宪后无连任次数限制。作为副手的中华人民共和国副主席职务是非中共党员实际能够担任的最高官职，历史上有宋庆龄和荣毅仁两位民主党派人士曾经出任国家副主席。

### 地方各级人民代表大会
中华人民共和国省级行政区、地级行政区、县级行政区、乡级行政区均依法設立人民代表大會，簡稱地方人大，各級人民代表大會由民主選舉產生，並對人民負責與受人民監督。選舉採分階段進行，在鄉鎮級、區縣級舉辦直接選舉。当选的鄉鎮級、區縣級人民代表大會再选出更高級別的人民代表大會，並由這些代表選出全國人大代表。
根据《中华人民共和国宪法》规定，县级以上地方各级人民代表大会设立常务委员会。其常务委员会由主任、副主任若干人和委员若干人组成，对本级人民代表大会负责并报告工作。常务委员会的组成人员不得担任国家行政机关、监察机关、审判机关和检察机关的职务。常务委员会行使的职权是：讨论、决定本行政区域内各方面工作的重大事项；监督本级人民政府、监察委员会、人民法院和人民检察院的工作；撤销本级人民政府的不适当的决定和命令；撤销下一级人民代表大会的不适当的决议；依照法律规定的权限决定国家机关工作人员的任免；在本级人民代表大会闭会期间，罢免和补选上一级人民代表大会的个别代表。

## 国家行政机关

### 国务院/中央人民政府
《中华人民共和国宪法》规定，中华人民共和国国务院是中华人民共和国最高国家权力机关的执行机关，是最高国家行政机关，即“中央人民政府”。
国务院实行总理负责制。国务院总理由国家主席提名，并经全国人大任命，是最高国家行政首长。总理全面领导国务院工作，代表国务院对全国人大及其常委会负责。副总理、国务委员协助总理工作，并与国务院秘书长、各部部长、各委员会主任、中国人民银行行长、审计署审计长一起对总理负责。国务院工作中的重大问题，总理具有最后决策权。
国务院总理通过国务院常务会议和国务院全体会议行使行政职能。国家基本计划和政府一般政策，不论是对外政策、国际条约、法律和国务院令，重要财政事项，还是荣誉称号、人民警察警衔和海关关衔的授予，特别行政区行政长官的任命等重要事项都由国务院及其总理进行。目前，国务院下设國務院辦公廳和25個組成部門（包括各部、各委員會、中国人民银行和審計署），1個國務院直屬特設機構（国务院国有资产监督管理委员会）、16個直屬機構，4個辦事機構和若干國務院議事協調機構。

### 地方各级人民政府
中华人民共和国各省级行政区、地级行政区、县级行政区、乡级行政区均依法設立人民政府，各級人民政府由同级人民代表大会產生，並對人大負責、受人大監督。
1954年颁布的宪法规定：地方各级人民委员会即地方各级人民政府。1975年颁布的宪法规定：地方各级革命委员会是地方各级人民代表大会的常设机关，同时又是地方各级人民政府。1978年颁布的宪法规定：地方各级革命委员会，即地方各级人民政府，是地方各级人民代表大会的执行机关，是地方各级国家行政机关。人民公社的人民代表大会和革命委员会是基层政权组织，又是集体经济的领导机构。1982年颁布的现行宪法规定：地方各级人民政府是地方各级国家权力机关的执行机关，是地方各级国家行政机关。

## 国家监察机关
《中華人民共和國憲法》規定，國家監察委員會是中華人民共和國最高監察機關，依據憲法及相關的法律負責監督、調查、處置公職人員依法履職、秉公用權、廉潔從政從業以及道德操守問題。國家監察委員會依照法律規定獨立行使監察權，不受行政機關、社會團體和個人的干涉。
2018年第十三屆全國人民代表大會第一次會議修改《中華人民共和國憲法》及通過《中華人民共和國監察法》後設立。中華人民共和國國家監察委員會與中國共產黨中央紀律檢查委員會合署辦公。

## 国家司法机关

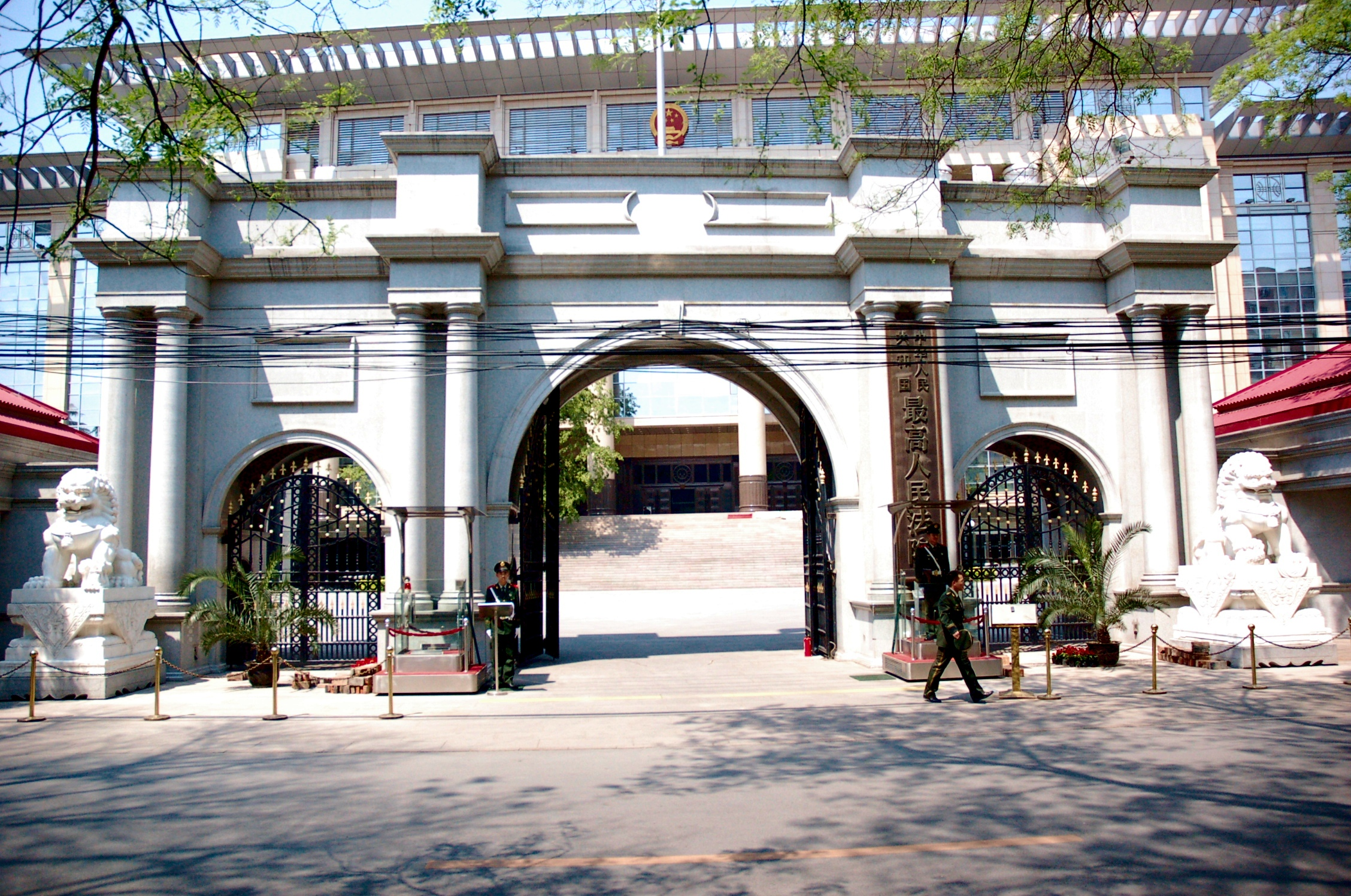
位于北京市东城区东交民巷的最高人民法院正门。

中華人民共和國法律體系以馬克思主義法學理論為指導，發展出有中國特色的社會主義法系。1950年，中央人民政府委員會通過第一部法律《婚姻法》；1954年，第一屆全國人民代表大會通過第一部《中華人民共和國憲法》。2011年，中國政府宣布中國特色社會主義法律體系已形成。中華人民共和國司法體制由公安部、檢察院、人民法院三大系統組成，三者分工並互相配合與制約，中國共產黨各級政法委員會則主導協調。重大案件發生後，由政法委員會組織公安機關、檢察部門和法院聯合辦案，由公安機關抓捕、檢察部門蒐集證據、法院配合審判。

### 各级人民法院
中国司法实行二审终审制。基层人民法院为一审法院，对大多数案件进行初判。在一审法院败诉的当事人可以上诉于上级法院中级人民法院或高级人民法院。最高人民法院是中华人民共和国的最高司法机关。各级人民法院均设立对应的人民检察院。
最高人民法院是最高国家审判机关，也是管理国家审判系统的机构。监督地方各级人民法院和专门人民法院的审判工作，设立六个巡回法庭接受下级人民法院审理的案件的上诉案件。有时也有大法官巡回庭或特别法庭独立审判国家和社会的特别重大案件或特殊的上诉抗诉案、死刑案。
高级人民法院是受理中级人民法院或其他下级人民法院审理的案件的上诉案件的第三级法院，按省级行政区划设立，包括省、自治区、直辖市的高级人民法院。新疆维吾尔自治区高级人民法院生产建设兵团分院由新疆维吾尔自治区高级人民法院管理，行使高级人民法院职权。
中级人民法院是受理基层人民法院或其他下级人民法院审理的案件的上诉案件的第二级法院，按地级行政区划设立，包括省、自治区下设的（设区的）市、州、盟、地区、应当设立中级人民法院的地方、新疆生产建设兵团所辖师级地方的中级人民法院和直辖市设置的若干个中级人民法院。
基层人民法院是第一级法院，按县域行政区划设立，包括县、旗、（不设区的）市、自治县、自治旗、（设区的市）市辖区、工矿区、应当设立基层人民法院的地方、新疆生产建设兵团所辖团级地方的人民法院。
除普通人民法院外，中华人民共和国的专门法院包括军事法院、铁路运输法院、海事法院、林业法院、农垦法院、石油法院、知识产权法院、互联网法院、金融法院等。其中，军事法院分解放军、战区、基层三级。铁路运输法院设中级、基层两级。海事法院不分级，层级相当于中级人民法院，全称冠以国号，称中华人民共和国海事法院。此外，还在北京、上海、广州三地设立知识产权法院，“管辖有关专利、植物新品种、集成电路布图设计、技术秘密等专业技术性较强的第一审知识产权民事和行政案件”。知识产权法院第一审判决、裁定的上诉案件，由知识产权法院所在地的高级人民法院审理。

## 其他国家机关

### 中央军事委员会
《中国共产党章程》和《中华人民共和国宪法》规定，中国共产党和中华人民共和国中央军事委员会领导全国武装力量，实行主席负责制，中央军委主席是中华人民共和国武装力量的最高统率者，中国人民解放军接受中国共产党领导，奉行“党指挥枪”指导原则。
1983年，“中华人民共和国中央军事委员会”成立后，中共中央军事委员会和国家中央军事委员会的组成人员基本相同，实际上是“一个机构两块牌子”。中共中央军事委员会由中国共产党中央委员会产生或罢免。国家中央军事委员会由全国人民代表大会产生或罢免，对全国人民代表大会和全国人民代表大会常务委员会负责。
目前，中央军事委员会下设中央军委辦公廳和6个部、2个委員會、3个办公室、审计署和机关事务管理总局。

## 政治制度

### 法律体系
中国的法律体系，一般被认为属于欧陆法系中的民法法系。1980年开始实施新的法律体系，1987年1月1日开始实施新的刑法和民法，许多法律还在不断改善中。最新颁布的《中华人民共和国宪法》是在1982年12月4日，此后于1988年、1993年、1999年、2004年、2018年经五次修正。2003年对宪法进行了一次重大修改，首次将保护私有财产明文写入宪法，2007年3月16日第十届全国人民代表大会第五次会议通过《中华人民共和国物权法》。

### 政党制度
中國的政党制度是中国共产党领导的多党合作和政治协商制度，也就是在中國共產黨領導下與8個民主黨派合作和協商，進而組成統一戰線。
人民政协接受中國共產黨領導，主要參與成員還包括有群眾組織、民主黨派以及各個行業的代表。中国人民政治协商会议致力于对中華人民共和國政治、經濟、文化和社會等各層面基本政策进行讨论，提出相关的意见与建议。中國共產黨與其他政黨的互動關係主要建立在「長期共存、互相監督、肝膽相照、榮辱與共」的方針基礎上。這一協商過程在政制发展进程中被制度化、长期化。
中国人民政治协商会议并非权力机关，亦非决策机构，不在国家机构之列。《中国人民政治协商会议章程》规定，“中国人民政治协商会议全国委员会和地方委员会的主要职能是政治协商、民主监督、参政议政。”

### 选举制度
中华人民共和国的选举制度，狭义上仅指《中华人民共和国全国人民代表大会和地方各级人民代表大会选举法》所规范的人民代表大会代表的选举制度；广义上也可以指由《中华人民共和国宪法》、《选举法》和《中华人民共和国全国人民代表大会组织法》、《中华人民共和国地方各级人民代表大会和地方各级人民政府组织法》、《中华人民共和国城市居民委员会组织法》和《中华人民共和国村民委员会组织法》等法律所规范的各級人大代表选举、国家公职人员选举以及村居民自治组织选举的总称。
中国内地的9亿适龄选民可以直接選舉村民委员会、居民委员会，县级、鄉級和不設區地級市的人大代表，每次選舉間隔為五年。而設區的地級市及更高級別的人大代表、地方行政長官則由下一級人大代表選舉產生，屬於間接選舉。

## 国际组织
中华人民共和国是下列国际组织的成员：
- 非洲開發銀行（AfDB，非区域会员）
- 非洲联盟和联合国驻达尔富尔联合特派团（UNAMID）
- 北極理事會（观察员）
- 亞洲開發銀行（ADB）
- 亚洲太平洋经济合作组织（APEC）
- 亚太电信组织（APT）
- 东南亚国家联盟（ASEAN，对话伙伴）
- 东盟成员国列表（ARF）
- 國際清算銀行（BIS）
- 加勒比开发银行（CDB）
- 中美洲統合體（SICA，观察员）
- 东亚峰会（EAS）
- 联合国粮食及农业组织（FAO）
- 二十四国集团（G24，观察员）
- 七十七国集团（G77）
- 二十国财政部长和中央银行行长会议（G20）
- 美洲開發銀行（IADB）
- 国际原子能机构（IAEA）
- 国际复兴开发银行（IBRD）
- 国际商会（ICC）
- 国际民用航空组织（ICAO）
- 国际刑警组织（Interpol）
- 国际开发组织（IDA）
- 红十字会与红新月会国际联合会（IFRCS）
- 国际金融公司（IFC）
- 国际农业发展基金会（IFAD）
- 國際海道測量組織（IHO）
- 國際勞工組織（ILO）
- 國際海事組織（IMO）
- 国际移动卫星组织（IMSO）
- 國際貨幣基金組織（IMF）
- 国际奥林匹克委员会（IOC）
- 國際移民組織（IOM，观察员）
- 國際標準化組織（ISO）
- 国际红十字与红新月运动（ICRM）
- 国际电信联盟（ITU）
- 国际通信卫星组织（ITSO）
- 各国议会联盟（IPU）
- 拉丁美洲一体化协会（LAIA，观察员）
- 多邊投資擔保機構（MIGA）
- 不结盟运动（NAM，观察员）
- 核供應國集團（NSG）
- 禁止化學武器組織（OPCW）
- 禁止化學武器組織（OAS，观察员）
- 太平洋岛国论坛（PIF，对话伙伴）
- 常设仲裁法院（PCA）
- 上海合作组织（SCO）
- 南亚区域合作联盟（SAARC，观察员）
- 联合国（UN）
- 联合国贸易和发展会议（UNCTAD）
- 联合国教育、科学及文化组织（UNESCO）
- 联合国难民事务高级专员办事处（UNHCR）
- 联合国工业发展组织（UNIDO）
- 联合国训练研究所（UNITAR）
- 联合国东帝汶综合特派团（UNMIT）
- 联合国驻黎巴嫩临时部队（UNIFIL）
- 联合国西撒哈拉全民投票特派团（MINURSO）
- 联合国驻利比亚临时部队（UNMIL）
- 联合国驻苏丹临时部队（UNMIS）
- 联合国科特迪瓦行动（UNOCI）
- 联合国组织刚果民主共和国稳定特派团（MONUC）
- 联合国安全理事会（常任理事国）
- 联合国停战监督组织（UNTSO）
- 萬國郵政聯盟（UPU）
- 世界海关组织（WCO）
- 世界工会联合会（WFTU）
- 世界卫生组织（WHO）
- 世界知识产权组织（WIPO）
- 世界气象组织（WMO）
- 世界旅游组织（UNWTO）
- 世界贸易组织（WTO）
- 桑戈委员会（ZC）